# Музей утюга (Переславль-Залесский)
Музей утюга — частный музей предпринимателя Андрея Воробьёва в городе Переславле-Залесском, который посвящён истории бытовых утюгов.

## История музея
В декабре 1999 года предприниматель Андрей Воробьёв (открывший в 1995 году свой антикварный магазин) купил за 1,5 тысячи долларов сгоревшее двухэтажное здание XIX века в самом центре Переславля на Советской улице, дом 11; ранее здесь были коммунальные квартиры. Инженер-строитель Борис Кузьмич Абрашкин (родственник Воробьёва и технический директор музея утюга) получил разрешение на ремонт здания и приватизацию участка земли.
Три года продолжался ремонт здания и 30 тысяч долларов было вложено в ремонтные работы. Почти столько же потрачено на поиски и скупку утюгов. Музей утюга открылся 29 июня 2002 года. Большая часть утюгов была приобретена на московском вернисаже в Измайлове. Некоторые интересные экспонаты найдены на помойке.
В 2002—2004 годах посещение музея было бесплатное. В 2006 году посещение оставалось бесплатным, однако можно было оставить деньги в специальном ящике. Потом вход в музей стал платным.
Но «основной доход» (около 70 процентов) музей получает от продажи посетителям утюгов из своих запасников по цене от 100 рублей до 10 тысяч рублей. Две трети дохода приносит летний туристический сезон с мая до сентября. Через полтора-два года деятельности музей полностью окупился и стал приносить прибыль. В летний период выручка музея составляет 70—100 тысяч рублей в месяц.
Через музей ежемесячно проходят 1,2 тысячи человек. 95 % посетителей москвичи, остальные туристы приезжают из крупных городов России и других стран.

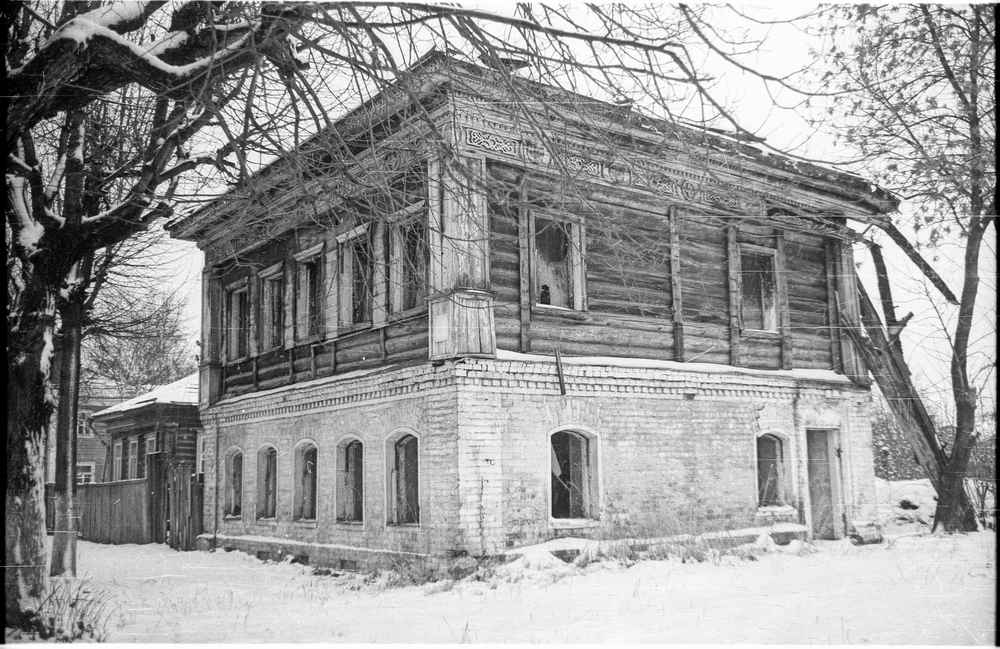
Переславль-Залесский, Советская улица, дом 11. Будущее здание музея в 1999 году (до ремонта).

В июле 2003 года Андрей Воробьёв и Дмитрий Никишкин открыли Музей чайника в селе Веськово под Переславлем, используя доход от Музея утюга. Летом доход от Музея чайника составляет 50—70 тысяч рублей в месяц. Для Воробьёва два частных музея — не увлечение, а основной доходный бизнес.
Никакой связи с городом Переславлем у коллекции Музея утюга нет.

## Музейная коллекция
В музейной коллекции более 200 утюгов.
На первом этаже музея находится сувенирный магазин, на втором — выставлены утюги. Центральная полка посвящена семи основным типам утюгов: 1) нагревательный, 2) с чугунной нагревательной серединой, 3) угольный утюг, 4) паровой утюг, 5) спиртовой утюг, 6) газовый утюг, 7) электрический утюг.
Несколько раз в год в музее проходит Праздник утюга, на котором любой посетитель может испытать утюги в действии.
Музеолог, доктор искусствоведения Алексей Валентинович Лебедев утверждает, что Музей утюга является магазином, где слово «музей» использовано для рекламы.